# Luxem
Luxem ist eine Ortsgemeinde etwa 10 Kilometer westlich von Mayen im Landkreis Mayen-Koblenz in Rheinland-Pfalz. Sie gehört der Verbandsgemeinde Vordereifel an, die ihren Verwaltungssitz in Mayen hat. Im Mittelalter hieß der Ort Luxheim. Unmittelbare Nachbarortsgemeinden sind Weiler (bei Mayen) und Hirten.

## Geschichte
Luxem wurde im Jahre 1320 erstmals erwähnt. Funde aus der Römerzeit lassen auf eine Besiedlung in der Antike schließen. Henno von Bürresheim, genannt von Daun, übertrug einen Hof in dem als Lucxheim genannten Ort Kurfürst Balduin von Trier als Burglehen.
Die Ortsbezeichnung Lucsheim entstammt möglicherweise dem lateinischen und bedeutet Licht. Andere Quellen berichten von einer Teilungsurkunde von 1229 und einer Urkunde aus dem Jahre 1336, in der Ruprecht Graf zu Virneburg sich die benachbarten Besitztümer, u. a. auch Luxem angeeignet. In diesem Jahr verkauft Graf Robert die Burg zu Virneburg für 2200 Florentiner Gulden an Kurfürst Balduin.

### Kirchengeschichte
Die erste Kapelle entstand im Jahre 1686. Im Inneren der Kapelle befinden sich eine Madonnenfigur mit Kind aus dem frühen 19. Jahrhundert und barocke Holzfiguren von Johannes dem Täufer und dem heiligen Rochus. Bereits 1883 konnte eine kleine Orgel installiert werden, was nicht zuletzt dem Nachtsheimer Pfarrer Conrady zu verdanken war. Die Orgel kostete damals schon den stolzen Preis von 495 Mark. Die alte Kapelle war so baufällig, dass in der Nacht zum 24. März 1966 eine Seitenwand einstürzte, in den nächsten Tagen dann weitere Teile. Gerüchtehalber begünstigte ein "nachgeholfener Einsturz" der Kapelle deren Neubau und den Ausbau der Hauptstraße durch den Ort (Quelle: Johann Gäb, ehem. Ortsbürgermeister). Glücklicherweise war auch der kostbare Barockaltar bereits früher abgebaut und in Sicherheit gebracht worden. In der neu errichteten Kapelle wurde der Altar wieder aufgestellt, die Fenster und Türen sowie Teile des Kirchengestühls der alten Kapelle verwendet. Seit jeher ist die Kapelle dem Hl. Rochus von Montpellier geweiht. Sie ist kirchenorganisatorisch eine Filialkirche der Pfarrei Weiler in der Seelsorgeeinheit Nachtsheim.

### Schulgeschichte
Nachdem im Jahre 1840 die erste Schule im Ort entstand, gründete die Gemeinde im Jahr 1842 ihren eigenen Schulverband. Im Jahr 1885 hatte sich der damalige Lehrer Peter Stein die Mühe gemacht, eine kleine Dorfchronik zu erstellen. Sein Gehalt betrug 60 Taler oder 181 Mark jährlich. Der erste Lehrer in Luxem war sein Vater Jakob Stein, der aus einer Mühle bei Urmersbach stammte. Der letzte Lehrer, Sebastian Weiler, wurde in den 1960er Jahren von Luxem nach Kottenheim versetzt. Damit wurde die Zusammenlegung der vorherigen Schulbezirke Hirten, Luxem und Weiler in der Grundschule Weiler realisiert. Das alte Schulgebäude und der angrenzende "Schulhof" dienen seither als Jugendtreff und Begegnungsstätte bzw. Ort für unterschiedliche Veranstaltungen wie Kirmes (-Zeltplatz), Maifeier oder auch z. B. Public-Viewing-Ort bei der Fußball-WM 2010.

### Geschichte der Wasserversorgung
Im Jahr 1860 wurde eine provisorische Wasserleitung gelegt, die mit dem Wasser aus den in den Kellern eingelassenen Brunnen gespeist wurde. Die eigentliche Wasserleitung wurde durch Erschließung einer Quelle im Frauenborn 1895/96 gelegt. Gleichzeitig errichtete die Gemeinde einen Löschwasserteich in der Nähe der Schule. Im Spritzenhaus, in das manchmal auch lichtscheues Gesindel eingesperrt wurde, stand zur Brandbekämpfung eine Feuerspritze.

### Auswanderung
Wie auch in anderen Eifelgemeinden wanderten ab Mitte des 19. Jahrhunderts zahlreiche Einwohner aus wirtschaftlichen Gründen vor allem nach Amerika aus.

### Bevölkerungsentwicklung
Die Entwicklung der Einwohnerzahl von Luxem, die Werte von 1871 bis 1987 beruhen auf Volkszählungen:
| Jahr | Einwohner |
| 1815 | 151       |
| 1835 | 221       |
| 1871 | 230       |
| 1905 | 252       |
| 1939 | 240       |
| 1950 | 242       |

| Jahr | Einwohner |
| 1961 | 209       |
| 1970 | 246       |
| 1987 | 261       |
| 2005 | 303       |
| 2022 | 335       |

## Politik

### Gemeinderat
Der Gemeinderat in Luxem besteht aus acht Ratsmitgliedern, die bei der Kommunalwahl am 9. Juni 2024 in einer Mehrheitswahl gewählt wurden, und dem ehrenamtlichen Ortsbürgermeister als Vorsitzendem.

### Bürgermeister
Martin Freund wurde 2019 Ortsbürgermeister von Luxem. Bei der Direktwahl am 26. Mai 2019 war er mit einem Stimmenanteil von 93,62 % gewählt worden und folgte damit auf Wolfgang Thelen. Bei der Direktwahl am 9. Juni 2024 wurde er als einziger Bewerber mit 93,0 % für weitere fünf Jahre wiedergewählt.
Einer der Amtsvorgänger Freunds als Ortsbürgermeister war über 30 Jahre bis zu seinem Tod im Januar 2009 Johann Gäb. Nach erfolgloser Bürgermeisterwahl im Sommer 2009 wurde im Oktober Wolfgang Thelen vom Gemeinderat als Nachfolger bestimmt. Die Amtsgeschäfte leitete bis dahin kommissarisch Karl Steffens.

### Wappen
| Wappen von Luxem | Blasonierung: „Geteilt von Gold über Blau. Oben balkenweise sieben (4:3) rote Rauten (als Hinweis auf die geschichtliche Verbindung zur Grafschaft Virneburg), unten zwei gekreuzte silberne Pilgerstäbe (des Schutzheiligen Rochus von Montpellier).“ |
| Wappen von Luxem | |

## Feste und Vereine
Luxem verfügt über ein Dorfgemeinschaftshaus, wo u. a. jedes Jahr Ende Juni das Dorffest stattfindet. Ausgerichtet wird das Dorffest von der Schützenkapelle Luxem 1965, dem Musikverein innerhalb des größten Vereins im Dorf, der St. Sebastianus Schützenbruderschaft 1938 e. V., die auch zahlreiche Mitglieder aus Nachbargemeinden führt. Neben dem jährlichen Schützenfest im Mai, bereichert die Schützenbruderschaft mit ihrer Schützenkapelle auch das Dorfleben regelmäßig durch die Gestaltung der Feiern anlässlich der Fastnacht am Schwerdonnerstag, am Martinstag, zum Weihnachtsbaumstellen im Dezember und zum Jahresanfang durch einen musikalisch gestalteten gemütlichen Mottoabend (z. B. bayrisch / kölsch).
Daneben gibt es noch den Junggesellenverein (Neugründung 2003), der seit mehreren Jahren die Festlichkeiten anlässlich der Kirmes mitgestaltet, eine Gymnastikgruppe und den Sportverein SV Weiler/Luxem, der im Jahre 2005 sein 75-jähriges Bestehen feiern konnte. Jedes dritte Wochenende im Juli finden die Kirmes und gleichzeitig auch das Junggesellenfest statt.
Im Sommer ca. jedes zweiten Jahres veranstaltet die Freiwillige Feuerwehr Luxem ihr Feuerwehrfest.